# جائزة بريطانيا الكبرى 1990
جائزة بريطانيا الكبرى 1990 هو سباق فورمولا 1 أقيم بتاريخ 15 يوليو 1990 في حلبة سلفرستون، سيلفرستون، المملكة المتحدة. كان الثامن من أصل 16 في بطولة العالم لسباقات الفورمولا واحد موسم 1990. حلّ الفرنسي ألن بروست أولا بينما جاء البلجيكي تييري بوتسين في المركز الثاني وحصل على المركز الثالث البرازيلي آيرتون سينا.